# 니시무라 유키오
니시무라 유키오(일본어: 西村 幸生, 1910년 11월 10일 ~ 1945년 4월 3일)는 일본의 전 프로 야구 선수이다.
주전 투수로 대학 야구의 간사이 대학, 직업 야구의 오사카 타이거스에서 활약하며 명문 팀의 황금 시대를 구축했다. 현재는 "주선(酒仙) 투수"라고 불리는 경우도 많다. 조카인 니시무라 다카아키는 이세 시내에서 장어 요리점을 운영하고 있다.

## 내력
1917년에 입학한 우지야마다 시립 고세이 소학교에서 야구를 처음 시작해 1923년에 미에 현립 우지야마다 중학교에 진학해 야구부에 입부하면서 단숨에 에이스와 주장을 차지하게 되었다. 당시 중학교는 5년제였으나 1년 유급했기 때문에 6년째인 1928년에도 미에 현 대회에 출전하게 되었다. 이 대회에서는 2회전에서 노히트 노런을 달성하는 등 우승에 공헌했다. 기세를 이어 전국 중등 학교 야구 우승 대회의 출전이 기대되었으나 각 현 대회를 이긴 팀이 쟁탈하는 도카이 대회에서 패배해 본선 진출에는 실패했다.
우지야마다 중학교를 1929년에 졸업한 후 나고야의 실업 구단이었던 아이치 전기철도 나루미 클럽을 거쳐 1931년에 간사이 대학 예과에 입학한 후 같은 대학의 법대에 진학했다. 니시무라의 입부로 간사이 대학 야구부는 황금기를 맞이해 1932년 춘계부터 1936년 추계까지 간사이 6대학 야구 연맹을 일시적으로 탈퇴했던 1934년을 제외하고 8연패를 달성했다. 특히 1932년에는 도쿄 6대학 야구 연맹 중 도쿄 대학을 제외한 5개 대학과 대전해 전부 승리를 거두었다. 니시무라는 대학 야구계 굴지의 강호가 된 간사이 대학의 주장 겸 에이스로 명성을 얻었고 1933년과 1936년에는 하와이 원정을 가서 좋은 성적을 거두기도 하였다.
1937년에 간사이 대학을 졸업하면서 전년도에 설립된 직업 야구계와 아마추어 야구계 사이에 쟁탈전이 벌어졌다. 니시무라는 같은 우지야마다 시 출신으로 직업 야구 도쿄 자이언츠의 에이스였던 사와무라 에이지와의 대전을 바라면서 직업 야구 오사카 타이거스에 입단했다. 1937년 춘계 대 이글스 전에서 첫 등판해 9대 2로 첫 승리를 거두었고 다음의 대 도쿄 세네터스 전에서는 첫 완봉승을 거두었다. 대학 시절에 비해 구속은 약간 저하되었으나 뛰어난 제구로 타자들을 농락하며 9승을 거두었다. 하지만 춘계 시즌에 벌어진 라이벌 자이언츠와 한큐군과의 경기에서는 1승도 거두지 못했다.
1937년 추계 시즌, 요미우리와의 개막전에서 구원 등판해 승리 투수가 되었고 9월 8일부터 10월 4일까지 타이거스 14연승의 사이에 5승을 거두는 등 팀 독주의 상징적 존재가 되어 에이스 투수로 자리잡았다. 11월 14일 홈구장인 한신 고시엔 구장에서 2위 요미우리와의 경기에서 5대 3의 완투승을 거두고 우승을 차지했다. 당해 MVP는 버키 해리스에게 돌아갔으나 15승 3패 방어율 1.48로 최다 승리와 최우수 방어율 2관왕을 차지했다. 특히 요미우리와의 경기에서 4승 무패를 거두며 직업 야구를 대표하는 투수가 되었다. 1937년 12월 1일부터 12월 7일까지 춘계 리그 우승팀인 요미우리와의 사이에서 열린 4승 선취 연도 우승 결정 경기에 등판한 3경기 모두 완투승을 거두며 연도 우승의 주인공이 되었다. 특히 1차전과 6차전에서는 요미우리의 사와무라와 상대해 그를 제압하며 시즌 우승에 이어 헹가래 투수가 되었다.
1938년 춘계 시즌에는 타이거스 독주 우승으로 전년 추계부터 연패를 달성했다. 니시무라는 이 때도 주전 투수로 활약하며 우승을 확정지은 7월 13일의 더블 헤더에서는 1차전 승리 투수가 되었다. 시즌 내내 안정적인 투구를 보이며 지난 시즌에 이어 최우수 방어율 타이틀을 차지했다. 그러나 MVP는 세네터스의 가리타 히사노리에게 돌아갔다. 1938년 추계 시즌에는 우승을 요미우리에게 양보해 같은 해 11월 26일부터 12월 2일 사이에 다시 요미우리와의 우승 결정 경기를 치르게 되었다. 1차전에서 선발 출장하여 연장 10회 초까지 2실점으로 호투하며 대타가 나왔고 2사 만루에서 후지이 이사무가 끝내기 볼넷을 고르며 승리 투수가 되었다. 1차전의 투수전을 끝내기 승리로 제압한 타이거스는 내리 4연승을 거두며 2년 연속 연도 우승을 차지했다.
1939년에는 어깨 부상으로 예년과 같은 활약은 보이지 못했고, 마지막 공식전 등판이 된 11월 12일의 요미우리 전에서 6실점으로 강판당했다. 같은 해 말 동서 대항전의 3년 연속 출전을 끝으로 계약 만료가 되어 구단에서 탈퇴했다. 1940년에는 만주 신징의 실업 팀이었던 신징 덴덴에서 활동했으나 동년을 끝으로 은퇴했다.
1944년 3월에 응소해 이듬해인 1945년 4월 3일 필리핀의 바탕가스에서 전사했다. 1977년 야구계에 대한 기여를 인정받아 특별 표창으로 야구 명예의 전당에 입성했다.

## 인물
때마다 서로 엎치락뒤치락 싸움을 하는 등 사이가 좋지 않았던 이시모토 슈이치(재적 당시 타이거스의 감독)는 "셀 수 없을 만큼 많은 투수를 봐왔지만, 컨트롤은 이나오 가즈히사와 니시무라가 쌍벽이었다"라고 말하고 있다. 또한 경기에서 승리하여 얻은 상금으로 술을 마시는 것을 좋아한 것으로부터 야구 평론가인 야마토 교지는 주전 투수를 모방해 발음이 비슷한 '주선(酒仙) 투수'로 명명했다. 따라서 애주가라는 인상이 실제보다 강했고 연습도 대중 앞에서는 많이 하지 않았기 때문에 불성실한 선수로 여겨지던 시절도 있었다. 그러나 타이거스의 동료였던 와카바야시 다다시나 마쓰키 겐지로는 애주가라고는 해도 폭음은 하지 않았던 것이나 혼자서 여분 런닝을 달렸던 것으로 증언하고 있다. 마쓰키는 니시무라가 숙소 료칸에서는 금주의 규칙을 지키고 있었다고 적고 있다.
스즈키 류지는 회고록에서 다음과 같은 이야기를 소개하고 있다. 고시엔 역 근처의 가드 아래 술집에서 마시고 있으면 니시무라가 가게우라 마사루와 라이온군의 미즈타니 노리카즈나 다른 선수들도 취한 채로 나타나 "나도 마시고 있습니다만, 걱정하지 마십시오. 아무리 취해도 던지는 것은 제대로 합니다"라고 말했다고 한다. 스즈키가 먼저 숙소에 돌아와서 경찰에서 세 사람이 날뛰고 있다는 전화를 받고 스즈키는 경찰에 사과를 하고 데려왔다. 다음날 경기에 선발 등판한 니시무라는 훌륭한 피칭을 거두었다. 이에 스즈키는 니시무라를 "결코 미워할 수 없는 쾌남아였다"라고 적고 있다.
호방한 것으로 보였지만 영어 회화를 잘하는 부인(일본계 2세)는 간사이 대학의 하와이 원정 때 알게 되었다. 부인의 말을 빌리면, 가정에서는 자식을 잘 아끼는(4명의 딸이 있었다) 아버지였다고 한다. 부인은 전후 하와이로 귀국했다.
요미우리의 사와무라 에이지와는 동료였기 때문에 이세 시 구라타야마 공원 야구장에는 양자의 흉상이 마주 세워져 있다. 또한 도쿄 돔 내부의 진혼의 비에 그의 이름이 새겨져 있다.

## 상세 정보

### 출신 학교
- 구제 미에 현립 우지야마다 중학교(현재의 미에 현립 우지야마다 고등학교)
- 간사이 대학

### 선수 경력
- 아이치 전기철도 나루미 클럽
- 오사카 타이거스(1937년 ~ 1939년)
- 신징 덴덴(1940년)

### 수상·타이틀 경력

#### 타이틀
- 다승왕 : 1회(1937년 추계)
- 최우수 평균 자책점 : 2회(1937년 추계 ~ 1938년 춘계)

#### 수상
- 일본 야구 명예의 전당 헌액자(1977년)

### 등번호
- 19(1937년 ~ 1939년)

### 연도별 투수 성적
| 연 도       | 소 속      | 등 판 | 선 발 | 완 투 | 완 봉 | 무 4 구 | 승 리 | 패 전 | 세 이 브 | 홀 드 | 승 률 | 타 자 | 이 닝 | 피 안 타 | 피 홈 런 | 볼 넷 | 고 4 | 몸 맞 | 탈 삼 진 | 폭 투 | 보 크 | 실 점 | 자 책 점 | 평 자 책 | W H I P |
| ----------- | ---------- | ----- | ----- | ----- | ----- | ------- | ----- | ----- | -------- | ----- | ----- | ----- | ----- | -------- | -------- | ----- | ---- | ----- | -------- | ----- | ----- | ----- | -------- | -------- | ------- |
| 1937년 춘계 | 오사카     | 19    | 18    | 6     | 1     | 0       | 9     | 3     | --       | --    | .750  | 445   | 116.2 | 101      | 1        | 51    | --   | 3     | 79       | 0     | 0     | 40    | 29       | 2.24     | 1.30    |
| 1937년 추계 | 오사카     | 25    | 17    | 14    | 3     | 0       | 15    | 3     | --       | --    | .833  | 643   | 182.1 | 131      | 2        | 76    | --   | 3     | 103      | 1     | 0     | 46    | 30       | 1.48     | 1.14    |
| 1938년 춘계 | 오사카     | 19    | 16    | 11    | 3     | 0       | 11    | 4     | --       | --    | .733  | 483   | 129.1 | 111      | 2        | 66    | --   | 1     | 65       | 3     | 1     | 41    | 22       | 1.53     | 1.37    |
| 1938년 추계 | 오사카     | 20    | 15    | 9     | 0     | 0       | 9     | 2     | --       | --    | .818  | 510   | 137.2 | 115      | 4        | 72    | --   | 5     | 58       | 6     | 1     | 49    | 38       | 2.48     | 1.36    |
| 1939년      | 오사카     | 29    | 20    | 11    | 2     | 1       | 11    | 9     | --       | --    | .550  | 624   | 167.1 | 139      | 4        | 72    | --   | 1     | 89       | 1     | 2     | 60    | 45       | 2.42     | 1.26    |
| 통산 : 3년  | 통산 : 3년 | 112   | 86    | 51    | 9     | 1       | 55    | 21    | --       | --    | .724  | 2705  | 733.1 | 597      | 13       | 337   | --   | 13    | 394      | 11    | 4     | 236   | 164      | 2.01     | 1.27    |

- 굵은 글씨는 시즌 최고 성적.